# Kopula
Kopula är ett verb som nästan helt saknar semantiskt innehåll och som har en grammatisk funktion i  satser för att binda ihop subjekt och predikativ. Inom grammatiken kallas det också för "bindeverb". Det vanligaste exemplet på kopula i språk är olika motsvarigheter till vara. Inte alla världens språk har kopula, som till exempel arabiskan och vissa sociolekter av amerikansk engelska.

## Kopula i svenskan
I svenskan kan det även bestå av "bli", "heta", med flera. Exempel:
Jag är brevbärare.
Hon heter Ingrid.
Det blir fel.

## Utelämnat kopula i ryskan
Modern ryska hör till de språk som helt saknar kopula och kan binda ihop subjekt och predikativ utan något verb. På ryska skulle meningen "Jag är brevbärare" bli "Я почтальон", direkt översatt: "Jag brevbärare". Ett annat sätt att analysera denna sats är att ansätta en nollform av kopulan i presens; i preteritum och futurum är former av verbet "быть" (vara) obligatoriska. (Jfr nollmorfem.)
Fram till 1800-talet användes 
"есть"  som bindeord i presens. Det betyder numera "det finns".

## Varai germanska språk
|                    | Fornnordiska                       | Svenska                                                    | Fornengelska               | Fornengelska       | Isländska                      | Engelska                       | Fornhögtyska                    | Tyska                          | Gotiska                                   | Nederländska        |
| ------------------ | ---------------------------------- | ---------------------------------------------------------- | -------------------------- | ------------------ | ------------------------------ | ------------------------------ | ------------------------------- | ------------------------------ | ----------------------------------------- | ------------------- |
| Infinitiv          | vera                               | vara                                                       | wesan                      | bēon               | vera                           | be                             | wesan                           | sein                           | wisan                                     | zijn / wezen        |
| Imperativ          |                                    | va(r)!                                                     |                            |                    |                                | be!                            |                                 | sei!                           |                                           | wees!               |
| Presens indikativ  | em ert (est) er (es) erum eruð eru | är (äm) är (äst) är är (ärom, äro) är (ären, äro) är (äro) | eom eart is sint sint sint | bēo bist biþ bēoþ  | er ert er erum eruð eru        | am are (art) is are            | bim bis(t) ist birum birut sint | bin bist ist sind seid sind    | im is ist sijum sijuþ sind                | ben bent is zijn    |
| Presens konjunktiv | siá sér sé sém séð sé              | vare vare (varom) vare (varen) vare                        | sīe sīen sīen              | bēo bēon           | sé sért sé séum séuð séu       | be be                          | sî sîs(t) sî sîm sî(n)t sîn     | sei seist sei seien seid seien | sijau sijais sijai sijaima sijaiþ sijaina | zij zij(t) zij zijn |
| Preteritum         | var var várum                      | var var (voro)                                             | wæs wǽre wæs wǽron         | wæs wǽre wæs wǽron | var varst var vorum voruð voru | was were (wast, wert) was were | was wâri was wârum wârut wârun  | war warst war waren wart waren | was wast was wesum wesuþ wesun            | was waren           |
| Perfekt particip   | verit                              | varit                                                      | ——                         | ——                 | verið                          | been                           | ——                              | gewesen                        | ——                                        | geweest             |